# Still Payin' Dues
Still Payin' Dues est un  DVD musical sorti par le groupe de Nu metal POD en novembre 2002. Il renferme un documentaire retraçant les dix ans d'histoire du groupe, une galerie photo contenant plus de deux cents clichés, des clips et des captations de la tournée « Youth Of The Nation Tour »  qui s'est déroulée en 2002.

## Liste des pistes
1. Ridiculous
2. Guitarras de Amor
3. Selah (Video)
4. Southtown (Video)
5. Rock The Party (Video)
6. Alive (Video)
7. Youth Of The Nation (Video)
8. Boom (Video)
9. Satellite (Video)
10. Hollywood (Live)
11. The Messenjah (Live)
12. School Of Hard Knocks (Live)
13. Portrait
14. Youth Of The Nation Around The World
15. Cruisin` Tokyo
16. Crew Cam
17. Very Special Guest... (Los Angeles, CA)
18. Tattoo Mike (Hidden Segment on Longform DVDV)
19. Alive Storyboard Longform DVDV